# Râul Bârzota
Râul Bârzota este un curs de apă, afluent al râului Bârlad. 